# Sertularella megastoma
Sertularella megastoma är en nässeldjursart som beskrevs av Nutting 1904. Sertularella megastoma ingår i släktet Sertularella och familjen Sertulariidae. Inga underarter finns listade i Catalogue of Life.